# Azorski anticiklon
Azorski anticiklon je del subtropskega anticiklonalnega pasu, katerega jedro se ustvarja nad Azorskimi otoki. V njem se ustvarja visok zračni pritisk, ki se nad srednjo Evropo pogosto razširi za hladno fronto in tudi v Slovenijo prinese suh in topel zrak. 